# Biosferni rezervat Tonlé Sap
Biosferni rezervat Tonlé Sap je edinstven ekološki fenomen, ki obdaja Tonlé Sap ali Veliko kamboško jezero. Leta 1997 je bilo uspešno imenovano za Unescov biosferni rezervat.

## Tonlé Sap
Jezero je z reko Mekong povezano z reko Tonlé Sap. Od novembra do junija se jezero izliva v Mekong. Vendar pa je reka Mekong vsako leto v deževnem obdobju (sredina junija-konec oktobra) preplavljena z deževnico. Njegova spodnja delta postane poplavljena in ne more priteči v morje dovolj hitro, da bi odstranila vso odvečno vodo. To povzroči, da reka Mekong naraste dovolj, da obrne tok reke Tonlé Sap in povzroči, da teče nazaj v jezero. Jezero se razširi z 2500 km2 na več kot 16.000 km2 in ustvarja ogromno močvirno območje. To močvirno območje podpira ogromno biotske raznovrstnosti, vključno z rastlinami, plazilci, sesalci, pticami in drugimi živalmi. Za mnoge od teh je znano, da so redke ali ogrožene. Ta mokrišča so tudi pomembno območje razmnoževanja rib iz jezera in reke Mekong. Tako siamski krokodili (Crocodylus siamensis) kot slanovodni krokodili (Crocodylus porosus) so se nekoč pojavljali drug ob drugem v jezeru, med krokodili, ki jih najdemo v plavajočih farmah na zahodnem delu jezera in v okolici Prek Toala, pa naj bi prišlo do razmnoževanja med vrstami.

## Biosferni rezervat
Leta 2001 je bil kamboški biosferni rezervat Tonlé Sap (TSBR) ustanovljen s kraljevim odlokom kamboške vlade, da bi izpolnil 3 ključne funkcije. To so:
- a) ohranitvena funkcija, ki prispeva k ohranjanju biotske raznovrstnosti, krajine in ekosistema, vključno z genskimi viri, rastlinskimi, ribiškimi in živalskimi vrstami, ter k ponovni vzpostavitvi bistvenega značaja okolja in habitata biotske raznovrstnosti;
- b) razvojna funkcija za spodbujanje trajnostnega razvoja ekologije, okolja, gospodarstva, družbe in kulture;
- c) logistična funkcija za zagotavljanje podpore demonstracijskim projektom, okoljskemu izobraževanju in usposabljanju, raziskavam in spremljanju okolja, povezanih z lokalnimi, nacionalnimi in globalnimi vprašanji ohranjanja in trajnostnega razvoja.

Biosfera je zaradi varstva razdeljena na 3 osrednja območja. To so; Prek Toal v provinci Battambang, Boeng Tonle Chhmar v provinci Kampong Thom in Stoeng Sen prav tako v Kompong Thomu. Boeng Tonle Chhmar je bil izbran za območje Ramsarske konvencije, ki označuje mokrišča mednarodnega pomena. Jedrna območja delujejo podobno kot območja narodnih parkov in pokrivajo 42.300 ha, vključno z Velikim jezerom.
Nekateri ljudje še vedno živijo na teh območjih in jim je v skladu z zakonodajo o ribištvu v Kambodži dovoljeno loviti ribe. Nezakonit ribolov in krivolov sta velika problema, ki ogrožata ribjo populacijo. Resno vprašanje je tudi sekanje poplavnega gozda za ustvarjanje prostora za kmetijstvo. Mnogi ljudje, ki živijo okoli jezera, so izjemno revni in so od njega odvisni za preživetje. Soobstajanje trajnostnega razvoja in ohranjanja je izziv. Prav tako je ključnega pomena. V zadnjem času se je število ulovljenih velikih rib zmanjšalo, revni ljudje, ki živijo okoli jezera, pa še težje preživljajo sebe in svoje družine. To ustvarja začaran krog vse večje revščine in posledično vse večjih groženj in nevarnosti za jezero. To je tudi razlog, zakaj dve funkciji kraljevega odloka podpirata izobraževanje in podporo ljudem, ki živijo okoli jezera.

## TSBR Sekretariat
Sekretariat TSBR je bil ustanovljen za pospeševanje cilja zaščite biosfere ter izvajanje in podporo funkcij kraljevega odloka. Kamboška vlada od leta 2003 podpira sekretariat TSBR s sredstvi Azijske razvojne banke (ADB). Glavni cilj sekretariata je razviti usklajeno strategijo upravljanja. Usklajeno upravljanje je pomembno, ker imajo različni deležniki različne cilje. Na primer, kmetje gradijo kanale za namakanje svojih polj. Vendar zaradi tega na ribolovnih območjih ostane manj vode. Ali pa kmetje na svojih pridelkih uporabljajo pesticide, ki lahko pridejo v vodo; potem ljudje, ki živijo na jezeru, to isto vodo uporabljajo za kopanje in druge gospodinjske namene in lahko zbolijo. To ustvarja konflikte med skupinami uporabnikov. Sekretariat TSBR poskuša zmanjšati te konflikte in najti rešitev, ki zagotavlja trajnost za vse skupine uporabnikov in hkrati varuje biosferno območje. Sekretariat je odgovoren tudi za razvoj in vzdrževanje spletnega skladišča znanja za informacije o jezeru in biosferi. To spletno mesto vsebuje več kot 10.000 besedilnih dokumentov, več kot 150 tabel in več kot 200 zemljevidov, ki so pomembni za biosfero.